# Coco (film 2017)
Coco è un film d'animazione del 2017 diretto da Lee Unkrich e co-diretto da Adrian Molina, prodotto da Pixar Animation Studios, in co-produzione con Walt Disney Pictures e distribuito da Walt Disney Studios Motion Pictures.
La pellicola è il 19º lungometraggio Pixar. Uscito nel 2017 insieme a Cars 3, ha segnato la seconda volta che due film Pixar sono usciti lo stesso anno.
Il film narra la vicenda di un ragazzino messicano di nome Miguel che viene accidentalmente trasportato nel mondo dei defunti dove cerca l'aiuto del suo trisavolo musicista per ritornare nella terra dei vivi e per riuscire a convincere la sua famiglia ad accettare la sua passione per la musica.
Il concetto di Coco si ispira alla festività messicana nota come il Dìa de Los Muertos. La Pixar ha iniziato a sviluppare l'animazione nel 2016; Unkrich e alcuni membri della troupe del film hanno visitato il Messico per delle ricerche. Con un costo di $ 175-225 milioni, Coco è il primo film con un budget a nove cifre a presentare un cast principale tutto latino.
Coco è stato presentato in anteprima il 20 ottobre 2017 a Morelia, in Messico, e distribuito nelle sale messicane la settimana successiva, il fine settimana prima del Giorno dei morti, e negli Stati Uniti il 23 novembre 2017. Il film è stato elogiato per l'animazione, il doppiaggio, la musica, le immagini, la storia emotiva e il rispetto per la cultura messicana. Ha incassato oltre 814 milioni di dollari in tutto il mondo, diventando il 16° film d'animazione con il maggior incasso di sempre al momento della sua uscita. Destinatario di numerosi riconoscimenti, Coco è stato scelto dal National Board of Review come miglior film d'animazione del 2017. Il film ha vinto due Premi Oscar 2018: miglior film d'animazione e miglior canzone (Remember Me), il Golden Globe, il BAFTA e l'Annie Award per il miglior film d'animazione.

## Trama
Nella cittadina di Santa Cecilia, in Messico, vive Miguel Rivera, un ragazzino di 12 anni che sogna di diventare un musicista come il suo idolo Ernesto de la Cruz; tuttavia la famiglia di Miguel, soprattutto la nonna, è fortemente contraria a qualsiasi cosa che riguardi la musica, da quando Mamá Imelda, trisavola di Miguel, fu abbandonata con la piccola figlia Coco dal marito musicista. L'unica in famiglia a non aver rinnegato e dimenticato l'uomo è proprio Coco, ormai ridotta in uno stato senile a causa dell'età avanzata. Miguel sarebbe quindi "destinato" a portare avanti la ditta di calzature di famiglia, attività avviata da Imelda quando rimase sola.
Durante la celebrazione del Día de los muertos, Miguel intende partecipare a una gara di musica alla fiera di Santa Cecilia usando la chitarra che aveva sempre nascosto alla sua famiglia. Dopo aver accidentalmente rotto il ritratto di Imelda e del marito (il cui volto era stato strappato), Miguel nota un risvolto nella foto e scopre che su di esso è raffigurata la chitarra di Ernesto de la Cruz, e si convince di essere il suo pro-pronipote. Dopo aver annunciato la notizia alla sua famiglia, tuttavia, la nonna distrugge la sua chitarra per impedirgli di seguire le orme del trisavolo. Miguel urla alla sua famiglia di non voler più avere a che fare con loro e, ancora convinto di voler partecipare alla gara, corre verso il cimitero e si intrufola nel mausoleo di Ernesto de la Cruz per "prendere in prestito" la sua chitarra. Appena la suona, tuttavia, si rende conto di non poter più essere visto né ascoltato dai vivi, con l'eccezione di un cane randagio di razza xoloitzcuintle di nome Dante e di essere invece in grado di vedere e parlare con gli spiriti dei morti.
Nel cimitero Miguel incontra i suoi parenti defunti, sorpresi dal fatto che il ragazzo li possa vedere, e viene portato da loro per risolvere il problema nella Terra dei Morti, luogo abitato dagli spiriti dei morti che a ogni Día de los muertos entra in comunicazione con il mondo dei vivi. Un impiegato dell'aldilà spiega che Miguel è maledetto per aver sottratto un oggetto a un morto e che rimarrà per sempre in quel luogo se non ritornerà nel mondo dei vivi entro l'alba. Miguel, che comincia a trasformarsi lentamente in uno scheletro, potrebbe però tornare immediatamente a casa grazie alla benedizione che un membro della famiglia gli può dare tramite un petalo del fiore tagete; la trisnonna Imelda, impossibilitata a recarsi nel mondo dei vivi poiché Miguel aveva rimosso la sua foto dall'ofrenda, si offre di dargli la benedizione, ma alla condizione che non suoni più per tutta la vita. Miguel dapprima accetta, ma poi, una volta a Santa Cecilia, viola il patto e così ritorna nell'aldilà, dove se la dà a gambe. Sempre convinto che Ernesto de la Cruz sia un suo parente, il ragazzo decide di cercarlo per ottenere la benedizione da lui.
Nella sua fuga Miguel si imbatte in uno spirito, Héctor, il quale accetta di aiutarlo a rintracciare Ernesto in cambio della promessa di portare la sua foto sulla Terra, in modo che egli possa attraversare il ponte che collega l'aldilà con il mondo dei vivi. Héctor dipinge il viso di Miguel a forma di teschio in modo da farlo apparire un defunto per non dare nell'occhio, affinché possa esibirsi a una gara di musica il cui premio è l'ingresso alla festa di Ernesto. Héctor consegna quindi a Miguel la chitarra di un suo amico di nome Chicharrón, che poco dopo si dissolve perché nessuno, nel mondo dei vivi, lo ricorda più.
Nel frattempo, Imelda e il resto dei parenti tentano di rintracciare Miguel con una guida spirituale, l'alebrije Pepita, dall'aspetto di un grosso felino volante; la notizia della presenza di un umano vivente arriva tuttavia anche alla gara di musica. Appresa la situazione, Héctor litiga duramente con Miguel, poiché ritiene che il ragazzo avrebbe già potuto tornare nel mondo dei vivi ed esporre la sua foto con la benedizione di uno dei parenti che lo stanno cercando, senza dover andare per forza da Ernesto; Miguel cerca di spiegare che i parenti non vogliono che suoni, ma Héctor lo trascina dai suoi con la forza, quindi Miguel, indignato e credendo che Héctor lo stia sfruttando solo per avere a tutti i costi la sua foto nel mondo dei vivi, gliela restituisce e lo abbandona intrufolandosi alla festa di Ernesto. Presentatosi a lui come suo pronipote, i due passano diverso tempo insieme a divertirsi e a legare come parenti e il musicista si convince a dargli la sua benedizione.
All'ultimo però Héctor, travestito come Frida Kahlo, entra nel palazzo. Héctor ed Ernesto iniziano una discussione, poiché, secondo Héctor, Ernesto sarebbe divenuto famoso rubando le sue canzoni. Qui viene rivelato che, prima di ottenere fama mondiale, Ernesto era amico e compagno di Héctor, anch'egli musicista, prima che questi morisse prematuramente. Il cantante cerca di spiegare a Héctor che, dopo la sua morte, ha suonato le sue canzoni in suo onore perché meritavano di essere conosciute ma Héctor apprende grazie ai parallelismi con una scena di uno dei suoi film che in realtà Ernesto lo ha ucciso avvelenandolo per appropriarsene, poiché questi voleva abbandonarlo per tornare dalla sua famiglia. Héctor si scaglia contro Ernesto, ma questi lo fa portare via dalle guardie di sicurezza e rimane con Miguel, che è scioccato dalla scoperta.
Il ragazzino chiede ugualmente a Ernesto la benedizione che stava per dargli ma il cantante capisce di essere stato scoperto e, dopo aver preso la foto di Héctor, decide di chiamare la sicurezza per far gettare il ragazzino in un cenote, una sorta di grotta carsica, dove viene raggiunto da Héctor. Costui rivela a Miguel che ha sempre desiderato attraversare il ponte per il mondo dei vivi solo per rivedere sua figlia, l'unica che si ricordi ancora di lui, e che alla morte della figlia lui svanirà; mentre parla, Héctor rivela il nome di sua figlia: Coco. Miguel, incredulo, capisce quindi che il suo trisavolo non è Ernesto ma Héctor. Fortunatamente i due vengono ritrovati dalla famiglia Rivera, ma Héctor comincia a svanire davanti a tutti perché Coco lo sta dimenticando. I familiari decidono pertanto di riprendersi la foto di Héctor e il ragazzo accetta di tornare nel mondo dei vivi alle condizioni di Imelda.
Durante il concerto, gli antenati di Miguel lottano per la foto di Héctor. Dopo essere riusciti a recuperarla, Imelda sta per dare la sua benedizione a Miguel, quando Ernesto afferra il ragazzino e minaccia di ucciderlo. I parenti di Miguel, tuttavia, impostano le telecamere in modo tale che Ernesto venga visto dal pubblico mentre urla contro Miguel e lo scaraventa nel vuoto, dopo che il ragazzino lo aveva accusato di aver rubato le canzoni a Héctor. Miguel viene salvato da Pepita, mentre Ernesto deve affrontare la rabbia del pubblico che ora conosce la verità; infine la stessa Pepita lo afferra e lo scaraventa contro una pesante campana che cade e lo schiaccia nello stesso modo in cui nel mondo dei vivi era morto. Nella concitazione del momento la foto di Héctor finisce in fondo a un lago. È quasi l'alba e Imelda non ha altra scelta che rispedire Miguel a Santa Cecilia senza condizioni.
Tornato nel mondo dei vivi, Miguel, con la chitarra di Héctor ancora in mano, si precipita dalla bisnonna Coco, alla quale cerca di far tornare in mente suo padre. Dopo alcuni tentativi andati a vuoto, Miguel decide di cantarle la canzone Ricordami, composta da Héctor per lei; Coco si riprende e finalmente ricorda, condividendo con il resto dei suoi familiari alcuni cimeli di suo padre, oltre a donare a Miguel il pezzo restante della foto dei suoi genitori che ritrae il volto di Héctor. Miguel si riconcilia quindi con la sua famiglia che accetta il suo sogno di diventare un musicista.
Un anno dopo, nel Día de los muertos, Miguel presenta alla sorellina neonata Socorro l'ofrenda di famiglia, nella quale compaiono anche le foto di Héctor e di Coco, nel frattempo deceduta. Le lettere conservate da Coco contengono la prova che Ernesto ha plagiato la musica di Héctor per diventare famoso; di conseguenza Ernesto è screditato sia nell'aldilà che sulla Terra, mentre Héctor è acclamato in tutto il mondo. Nell'aldilà gli antenati di Miguel si riuniscono per far visita al mondo dei vivi, mentre il ragazzo canta e suona per tutta la famiglia.

## Personaggi
- Miguel Rivera: è il protagonista del film. È un ragazzino di 12 anni che sogna di diventare un musicista. La sua famiglia però detesta la musica, in quanto il suo trisavolo abbandonò la figlia Coco per il successo. Durante il giorno dei morti, si rifugerà nel mausoleo di Ernesto de la Cruz dopo che Abuelita gli distruggerà la chitarra. Nel mausoleo troverà la chitarra di De la Cruz, ritenuto da Miguel il suo trisavolo e dopo averla suonata, si ritroverà nella terra dei morti per vivere molte avventure con i suoi parenti defunti.
- Héctor Rivera: è il deuteragonista del film. È il padre di Coco, un ex musicista e il trisavolo di Miguel. All'inizio del film viene descritto come un uomo ambizioso che aveva abbandonato la famiglia per il successo tuttavia è sempre stato molto legato a sua figlia, infatti mentre era via le ha mandato numerose lettere. In seguito si scoprirà che voleva tornare a casa dopo aver viaggiato in tour con l'amico Ernesto de la Cruz, ma Ernesto contrariato per la sua scelta lo aveva avvelenato e si era appropriato delle sue canzoni, per garantire a sé stesso un successo immeritato. Il motivo principale per cui vorrebbe visitare il mondo dei vivi consiste nel rivedere sua figlia anche per un'ultima volta, tuttavia non riesce ad attraversare il ponte di fiori perché non sono presenti sue foto su nessuna ofrenda. Al termine della vicenda, sua figlia Coco riesce a ricordarsi di lui e dona a Miguel il pezzo della sua foto mancante in cui si vede il suo viso ed anche le sue lettere. Un anno dopo Héctor viene ricordato in tutto il mondo al posto di Ernesto de la Cruz grazie alla famiglia Rivera che ha reso pubbliche le sue lettere, dimostrando che le canzoni che tutti credevano di Ernesto sono in realtà di Héctor.
- Ernesto de la Cruz: è l'antagonista principale del film. È introdotto come un musicista ed attore molto famoso ed apprezzato, idolo di Miguel. Il bambino lo considera il suo trisavolo, poiché nota che sulla foto strappata del suo trisavolo la chitarra dell'antenato è uguale a quella del cantante. Nella terra dei morti è inizialmente famoso come nella terra dei vivi. Apparentemente simpatico e gentile, Ernesto si rivela in realtà un crudele ciarlatano, al punto che pur di diventare famoso, ha ucciso l'amico Héctor e gli ha rubato la chitarra e le canzoni. Dopo aver tentato di uccidere Miguel dietro il palco, i parenti del protagonista lo filmano di nascosto ed egli viene prima insultato pesantemente da tutto il pubblico e poi scagliato via da Pepita, sbattendo contro una campana che lo schiaccia, distruggendolo nella stessa maniera in cui era morto. Un anno dopo, quando la verità su di lui è venuta alla luce, il suo luogo di sepoltura è chiuso e riporta un cartello con la scritta " dimenticato " facendo comprendere che non esiste più nella memoria di nessuno.
- Socorro (Mamá Coco): è la bisnonna di Miguel. Figlia di Héctor. Ha 99 anni ed è l'unica persona ancora in vita che si ricordi vagamente di lui. A causa della sua età non riesce a connettersi pienamente con la famiglia e Miguel ma vuole comunque bene a tutti. Alla fine del film, canterà con Miguel la toccante canzone del padre Ricordami, con la quale riuscirà a ricordare bene Héctor e tutte le lettere che lui le aveva scritto mentre era lontano; un anno dopo si scopre che è morta e che si è ricongiunta con i genitori.
- Mamá Imelda: è la madre di Coco e la trisavola di Miguel, che ha rinnegato la musica poiché suo marito Héctor aveva abbandonato lei e sua figlia ma alla fine aiuterà Miguel e perdonerà Héctor. Caratterialmente è una donna forte e risoluta ma ha anche un cuore d'oro, in quanto non ha mai smesso di amare suo marito e nutre un affetto sincero verso Miguel.
- Pepita: è lo spirito guida di Mamá Imelda. Ha l'aspetto di un enorme giaguaro con corna di ariete, ali e zampe posteriori d'aquila e la coda striata simile a quella di un'iguana. Dopo aver salvato Miguel, sconfiggerà Ernesto de la Cruz scagliandolo contro una campana che lo schiaccerà. Nella terra dei vivi, che raggiunge insieme a Dante e ai parenti di Miguel, assume le sembianze di una gatta.
- Tío Oscar e Tío Felipe: sono due fratelli gemelli deceduti, fratelli minori di Imelda e prozii di Miguel e portano gli occhiali.
- Tía Rosita: è la sorella minore defunta di Papà Julio e zia di Miguel, che smaschererà Ernesto de la Cruz, dopo che questi aveva preso in ostaggio suo nipote.
- Papá Julio: è il marito defunto di Mamá Coco e padre di Abuelita e Tía Victoria. Di lui si dice che realizzava scarpe di tipo classico ed è il fratello maggiore di Tía Rosita.
- Tía Victoria: è la sorella maggiore defunta di Elena e prozia di Miguel, di cui si dice che era solita realizzare huaraches. Aiuterà Tía Rosita a smascherare Ernesto de la Cruz e porta occhiali a mezza luna.
- Elena (Abuelita): è la protettiva e severa nonna di Miguel, sorella minore di Tía Victoria e figlia di Mamá Coco e Papá Julio.
- Enrique Rivera: è il padre di Miguel. Vuole che suo figlio sia un calzolaio e che non diventi un musicista, ma probabilmente la pensa così soltanto per rispettare la volontà di Elena.
- Luisa Rivera: è la comprensiva madre di Miguel che a fine film lo renderà fratello di una bambina chiamata Coco in memoria dell'omonima bisnonna, nel frattempo scomparsa. Fin dall’inizio del film la si vedeva incinta della sorellina neonata di Miguel che darà alla luce.
- Frida Kahlo: lo spirito dell'omonima grande artista messicana. Nella terra dei morti non si occupa soltanto di pittura, ma è anche la regista di eccentrici spettacoli. I Rivera vengono aiutati proprio da lei a smascherare Ernesto de la Cruz, verso il quale l'artista non nutre molta simpatia, perché non si presenta mai alle prove degli spettacoli e rimane a divertirsi in feste sfarzose nella sua torre. Il suo alebrije è una scimmietta.
- Dante: è un cane nudo messicano, amico di Miguel. Nella terra dei vivi sembra un semplice cane, mentre nel mondo dei morti si rivela un alebrije, cioè una guida spirituale, poiché ha guidato Miguel da Héctor e lo ha accompagnato per tutto il suo viaggio.

## Produzione
Nel settembre 2011 il regista Lee Unkrich rivelò di aver cominciato a lavorare su un nuovo progetto. Nell'aprile 2011 la Pixar annunciò che il film sarebbe stato incentrato sulla festività messicana del Dia de los Muertos. Unkrich rivelò di aver concepito il film nel 2010, dopo l'uscita di Toy Story 3 - La grande fuga e di essere stato attratto dall'idea dopo aver visto la contrapposizione tra gli scheletri e colori brillanti caratteristica della festività messicana. Nell'agosto 2015 venne annunciato il titolo ufficiale del film.
Nell'aprile 2016, Unkrich annunciò di aver cominciato le animazioni del film. Unkrich e altri membri della produzione effettuarono diversi viaggi in Messico per studiare la cultura e riuscire a trasporla al meglio nel film. Nello stesso anno, lo sceneggiatore Adrian Molina venne promosso a co-regista del film. Nel dicembre 2016 venne annunciato parte del cast vocale del film, composto dall'esordiente Anthony Gonzalez, Gael García Bernal, Benjamin Bratt e Renee Victor.

## Colonna sonora
La colonna sonora è composta da Michael Giacchino, mentre Germaine Franco, Robert Lopez e Kristen Anderson-Lopez hanno scritto le canzoni. Nella versione italiana, è Michele Bravi a interpretare la canzone Ricordami durante i titoli di coda. La versione italiana, con i testi adattati da Lorena Brancucci, è stata distribuita il 28 dicembre 2017.

### Brani italiani
- Ricordami (Ernesto de la Cruz) - Fabrizio Russotto
- Così intenso - Fabrizio Russotto
- Juanita - Emiliano Coltorti
- Che loco che mi sento! - Simone Iuè & Emiliano Coltorti
- Il mondo es mi familia - Simone Iuè & Fabrizio Russotto
- Ricordami (Lullaby) - Emiliano Coltorti & Charlotte Infussi D'Amico
- La Llorona - Alanna Ubach & Antonio Sol
- Ricordami (Reunion) - Simone Iuè & Giò Giò Rapattoni
- In ogni parte del mio corazón - Simone Iuè
- Ricordami - Solo - Michele Bravi

## Promozione
Il primo teaser trailer del film venne distribuito il 15 marzo 2017, seguito il 29 marzo da un breve corto, Il pranzo di Dante, con protagonista il cane di Miguel, Dante, che lo accompagnerà nel suo viaggio. Il 2 ottobre 2017 viene distribuito il trailer definitivo in italiano. Molte persone fecero notare alcune somiglianze tra il trailer del film e quello di The Book of Life, film che come Coco è ambientato in Messico nel Dìa de los muertos.

## Distribuzione
Coco è stato distribuito il 23 novembre 2017 negli Stati Uniti, mentre in Italia dal 28 dicembre. L'anteprima internazionale del film è avvenuta in Messico il 27 ottobre 2017.
Inizialmente il film era preceduto dal cortometraggio Frozen - Le avventure di Olaf, diretto da Kevin Deters e Stevie Wermers, tratto dal film Disney Frozen - Il regno di ghiaccio; tuttavia, dopo le numerose lamentele ricevute per l'eccessiva durata del cortometraggio (21 minuti), il 2 dicembre la Disney ha deciso di escluderlo dalle proiezioni statunitensi e messicane.

### Edizione italiana
Il doppiaggio italiano e la sonorizzazione sono stati eseguiti dalla Dubbing Brothers Int. Italia. La direzione del doppiaggio e i dialoghi sono a cura di Massimiliano Manfredi, con la supervisione di Roberto Morville. L'adattamento delle canzoni e la direzione musicale sono stati affidati, rispettivamente, a Lorena Brancucci, Virginia Tatoli e ad Ermavilo.
Tale edizione incluse la partecipazione di diversi attori e personalità televisive; tra cui Valentina Lodovini, Matilda De Angelis e Mara Maionchi nei ruoli di Mamá Luisa Rivera, Tía Victoria Rivera e Mamá Coco Rivera.

## Accoglienza

### Incassi
Il film ha incassato 210,5 milioni di dollari negli Stati Uniti e in Canada e 597,4 milioni di dollari in altri paesi, per un totale mondiale di 807,8 milioni di dollari.
Coco è stato distribuito in Messico il 27 ottobre, quasi un mese prima della sua uscita negli Stati Uniti. Ha incassato 9,3 milioni di dollari nel suo weekend di apertura, il più grande weekend di apertura per un film d'animazione originale e il più grande debutto per un film d'animazione al di fuori della stagione cinematografica estiva sul mercato. È diventato il più veloce incasso di dieci giorni di sempre per un film d'animazione in Messico, nonché la più grande uscita animata originale mai realizzata nel territorio. Alla fine è diventato il film d'animazione con il maggior incasso in Messico.
In Italia il film ha incassato 11,2 milioni di euro.

### Critica
Su Rotten Tomatoes, il film ha un punteggio di approvazione del 97% basato su 231 recensioni, con una valutazione media di 8,30 su dieci. Il consenso critico del sito web recita: «I ricchi piaceri visivi di Coco sono accompagnati da una narrativa ponderata che adotta un approccio umano e profondamente commovente alle questioni della cultura, della famiglia, della vita e della morte». È stato il primo film d'animazione con il punteggio più alto del 2017. Su Metacritic, che assegna un punteggio normalizzato alle recensioni, il film ha un punteggio medio ponderato di 81 su 100, sulla base di 48 critici, che lo dimostra oggetto di «acclamazione universale».
Michael Rechtshaffen dello Hollywood Reporter ha dichiarato: «In ogni geniale accostamento, i filmmaker (la sceneggiatura è del veterano della Pixar Molina e di Matthew Aldrich) creano un arazzo riccamente intessuto con una narrazione approfondita, personaggi a tutto tondo, trovate intelligenti - sia tenere, sia macabre ma pur sempre divertenti - ed effetti visivi vividi e meravigliosamente strutturati». Robert Abele di TheWrap ha elogiato il film, affermando: «Se un film d'animazione offre ai bambini degli strumenti per elaborare la morte, è difficile immaginare un esempio più vivace, toccante e divertente di Coco». Nella sua recensione per Variety, Peter Debruge ha scritto: «Comunque funziona: i creatori di Coco avevano chiaramente in mente quel perfetto finale prima di definire tutti gli altri dettagli, e anche se il film in alcuni punti è un po' lento e presenta un po' troppe gag infantili [...] la sincera risoluzione emotiva della storia si merita i singhiozzi che sicuramente ispirerà». Debruge ha anche descritto il film come «una efficace, per quanto non eccezionale, aggiunta al repertorio della Pixar». Peter Travers di Rolling Stone ha valutato il film 3,5 su quattro, definendolo un «amorevole tributo alla cultura messicana», elogiandone l'animazione, le performance vocali (in particolare quelle di Anthony Gonzalez, Gael García Bernal e Benjamin Bratt), il suo tono emotivo e adeguato alla tematica, e la sua profondità. Michael Phillips del Chicago Tribune ha definito il film «intenso, ben fatto, meravigliosamente animato», lodando la partitura musicale di Michael Giacchino e le canzoni, creando così un paragone per il tono emotivo con Inside Out. A. O. Scott del New York Times ha elogiato il film come «un motivo collaudato nel tempo, presentato con originalità e stile accattivante, e con una giocosa erudizione che girovaga nella cultura pop» e ha definito l'atmosfera culturale del film «inclusiva», «un segno distintivo della Disney del XXI secolo». Richard Roeper del Chicago Sun-Times ha trovato il film «pieno di vita» e «una storia vivace e commovente», lodando le performance vocali come «fantastiche» e «di prim'ordine». Brian Truitt di USA Today ha descritto il film «effervescente, intelligente e riflessivo», definendolo «uno dei prodotti della Pixar più meravigliosamente animati», «il film Pixar più musicale, con una serie di melodie molto orecchiabili». Stephen Whitty del Newark Star-Ledger ha scritto che «i fondali hanno una vitalità vibrante, e l'atmosfera trasmette calore. E anche dopo che il film è finito, entrambi questi elementi rimangono negli occhi per un po', come un accordo di chitarra perfettamente eseguito».

## Riconoscimenti
- 2017 - Boston Society of Film Critics
  - Miglior film d'animazione
- 2017 - Chicago Film Critics Association
  - Miglior film d'animazione
- 2017 - Dallas-Fort Worth Film Critics Association
  - Miglior film d'animazione
- 2017 - Hollywood Film Awards
  - Film d'animazione dell'anno
- 2017 - Kansas City Film Critics Circle Awards
  - Miglior film d'animazione
- 2017 - Las Vegas Film Critics Society
  - Miglior film d'animazione
  - Miglior film per famiglie
  - Migliore canzone originale per Remember Me scritta da Kristen Anderson-Lopez e Robert Lopez
- 2017 - Los Angeles Film Critics Association
  - Candidatura al miglior film d'animazione
- 2017 - National Board of Review of Motion Pictures
  - Miglior film d'animazione
- 2017 - New York Film Critics Circle Awards
  - Miglior film d'animazione
- 2017 - Phoenix Film Critics Society Awards
  - Miglior film d'animazione
  - Migliore canzone originale per Remember Me
- 2017 - San Diego Film Critics Society Awards
  - Miglior film d'animazione
- 2017 - San Francisco Film Critics Circle
  - Miglior film d'animazione
- 2017 - Southeastern Film Critics Association Awards
  - Miglior film d'animazione
- 2017 - St. Louis Film Critics Association
  - Miglior film d'animazione
  - Candidatura alla migliore colonna sonora
- 2017 - Washington D.C. Area Film Critics Association
  - Miglior film d'animazione a Anthony Gonzalez
  - Miglior performance vocale a Anthony Gonzalez
  - Candidatura per la miglior performance vocale a Gael García Bernal
  - Candidatura per la miglior colonna sonora originale Michael Giacchino

- 2018 - Premio Oscar
  - Oscar al miglior film d'animazione
  - Oscar alla migliore canzone per Remember Me
- 2018 - American Cinema Editors
  - Candidatura al miglior montaggio a Steve Bloom
- 2018 - Annie Awards
  - Miglior film d'animazione
  - Miglior regia in un film d'animazione a Lee Unkrich e Adrian Molina
  - Miglior sceneggiatura in un film d'animazione a Adrian Molina e Matthew Aldrich
  - Miglior colonna sonora in un film d'animazione a Michael Giacchino, Kristen Anderson-Lopez e Robert Lopez
  - Miglior scenografia in un film d'animazion a Harley Jessup, Danielle Feinberg e Bryn Imagire
  - Miglior storyboarding in un film d'animazione a Dean Kelly e Madeline Sharafian
  - Migliori effetti animati in un film d'animazione a Shaun Galinak, Dave Hale e Jason Johnston
  - Miglior animazione dei personaggi in un film d'animazione a John Chun Chiu Lee e Allison Rutland
  - Miglior character design in un film d'animazione a Daniel Arriaga, Daniela Strijleva e Greg Dykstra
  - Miglior voce in un film d'animazione a Anthony Gonzalez (ruolo: "Miguel Rivera")
  - Miglior montaggio in un film d'animazione a Steve Bloom, Lee Unkrich, Greg Snyder e Tim Fox
- 2018 - Broadcast Film Critics Association Awards
  - Candidatura per il miglior film d'animazione
  - Candidatura alla migliore canzone originale per Remember Me
- 2018 - Premio BAFTA
  - Miglior film d'animazione[38]
- 2018 - Golden Globe[39]
  - Miglior film d'animazione
  - Candidatura alla migliore canzone originale per Remember Me scritta da Kristen Anderson-Lopez e Robert Lopez
- 2018 - Producers Guild of America Awards
  - Miglior produttore in un film d'animazione a Darla K. Anderson
- 2018 - Satellite Award
  - Miglior film d'animazione o a tecnica mista
  - Candidatura per il miglior suono

## Casi mediatici
Nel maggio 2013 il film fu al centro di una controversia quando la Walt Disney Company cercò di registrare la frase "Día de Muertos" come marchio commerciale. Il tentativo della Disney ricevette numerose critiche da parte della comunità messicana negli Stati Uniti; sulla piattaforma Change.org vennero raccolte oltre ventunomila firme per una petizione che affermava che il gesto della Disney era «un'appropriazione culturale e uno sfruttamento nel peggiore dei modi». La settimana seguente la Disney annunciò di aver archiviato la richiesta, affermando che «l'apposizione del marchio commerciale era stata intesa come protezione verso ogni titolo del nostro film e delle relative attività. Da allora è stato determinato che il titolo del film verrà cambiato, per cui abbiamo ritirato la nostra richiesta». Nel 2015 la Pixar assunse il fumettista Lalo Alcaraz, uno dei promotori della protesta, come consulente del film insieme al drammaturgo Octavio Solis e all'ex-CEO della Mexican Heritage Corporation Marcela Davison Aviles.

## Sequel
Il 20 marzo 2025, il CEO della Disney, Bob Iger, ha annunciato lo sviluppo di un sequel la cui uscita è prevista per il 2029. Lee Unkrich e Adrian Molina torneranno rispettivamente come regista e co-regista, mentre Mark Nielsen sarà il produttore.